# Mari (palla)

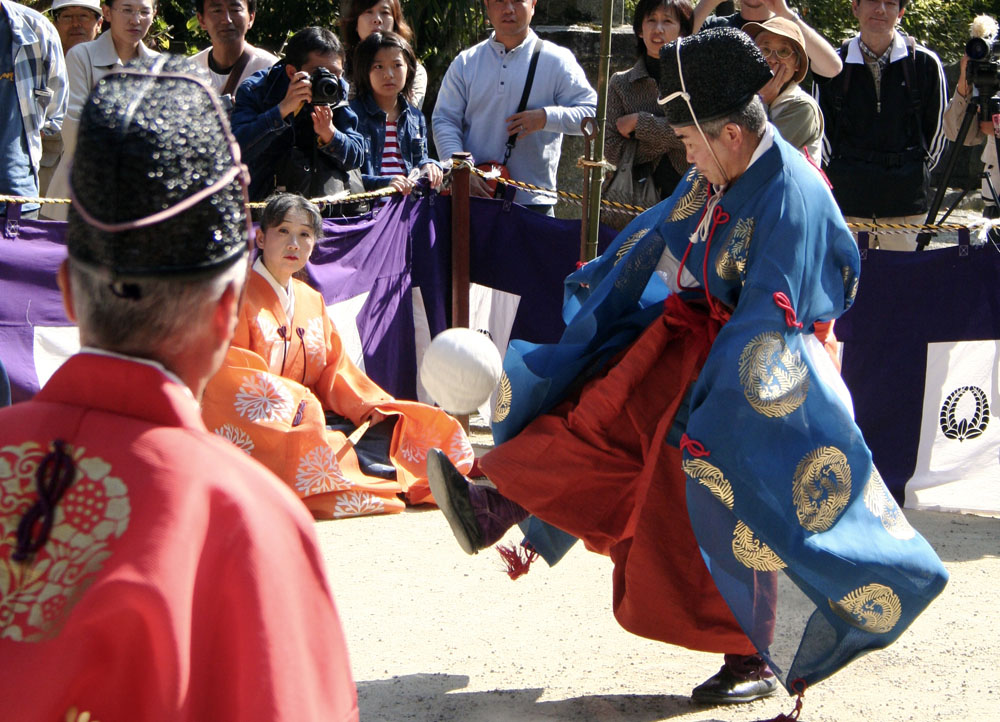
Un mari palleggiato da un mariashi presso il Tanzan-jinja

Il Mari (鞠?) è la palla utilizzata nello sport tradizionale giapponese del kemari. 
Questo tipo di palla è lo shintai, ovvero l'oggetto in cui un kami risiederebbe e che viene portato in giro nelle processioni, di Seidaimyōjin, divinità protettrice di tutti i giochi con la palla, presso il santuario di Hirano a Ōtsu.

## Descrizione
La palla è fatta con pelle di cervo, con il pelo rivolto verso l'interno, in modo da non disturbare il palleggio del giocatore di kemari, ovvero il mariashi. Per renderla sferica, la pelle viene riempita di chicchi di orzo che vengono tolti una volta ottenuta la forma desiderata venendo poi ricucita con pelle di cavallo.

## Chijiko
Al mari è collegata la leggenda del chijiko, uno yōkai che appariva ogni notte nei pressi di un castello volando e rimbalzando, seguendo un percorso da oriente a  occidente. Questo yokai terrorizzò la popolazione locale per molto tempo, sinché un samurai, Ogawa Tasuke, riuscì a catturarlo gettandovisi sopra. Il chijiko catturato si rivelò come un semplice mari, con al suo interno un campanellino.